# Arman Pashikian
Arman Pashikian (en arménien Արման Փաշիկյան ; 28 juillet 1987) est un grand maître arménien du jeu d'échecs (2002).
Il est le vainqueur du championnat d'Europe d'échecs de la jeunesse (rapid) en 2005 et par championnat d'Arménie d'échecs de la jeunesse en 1997 et 1998. Pashikian a remporté le championnat d'échecs arménien en 2009.
Quelques autres exemples de classement :
- premier de Batoumi 2003 ;
- 3e à Saratov 2006 ;
- 2e à Istanbul en 2007;
- premier à Gyumri 2008;
- trois fois vainqueur à Martouni (tournoi d'échecs du lac Sevan) : en 2008, 2009 et 2010 (ex æquo avec Tigran L. Petrossian).

Au 1er septembre 2009, son classement Elo était de 2 663 points.